# غاري كيرشاو
غاري كيرشاو هو سائق سباق كندي، ولد في 1937 في فيكتوريا في كندا.